# Opstandingskerk (Leeuwarden)
De Opstandingskerk is een kerkgebouw in de Nederlandse stad Leeuwarden  in de provincie Friesland.
De kerk in de wijk Achter de Hoven werd gebouwd voor de Hervormde Kerk. Het kerkgebouw met een klokkentoren aan de noordgevel werd gebouwd naar ontwerp van architectenbureau Nielsen, Spruit en Van de Kuilen. De eerste steen werd gelegd op 9 april 1960 door Mr. J.J. Woltman. Het orgel uit 1966 is gemaakt door Bakker & Timmenga. In 2025 werd het orgel verkocht.
In 1995 werd de kerk overgenomen door de Volle Evangelie Gemeente die daarop de naam van het gebouw aannam.

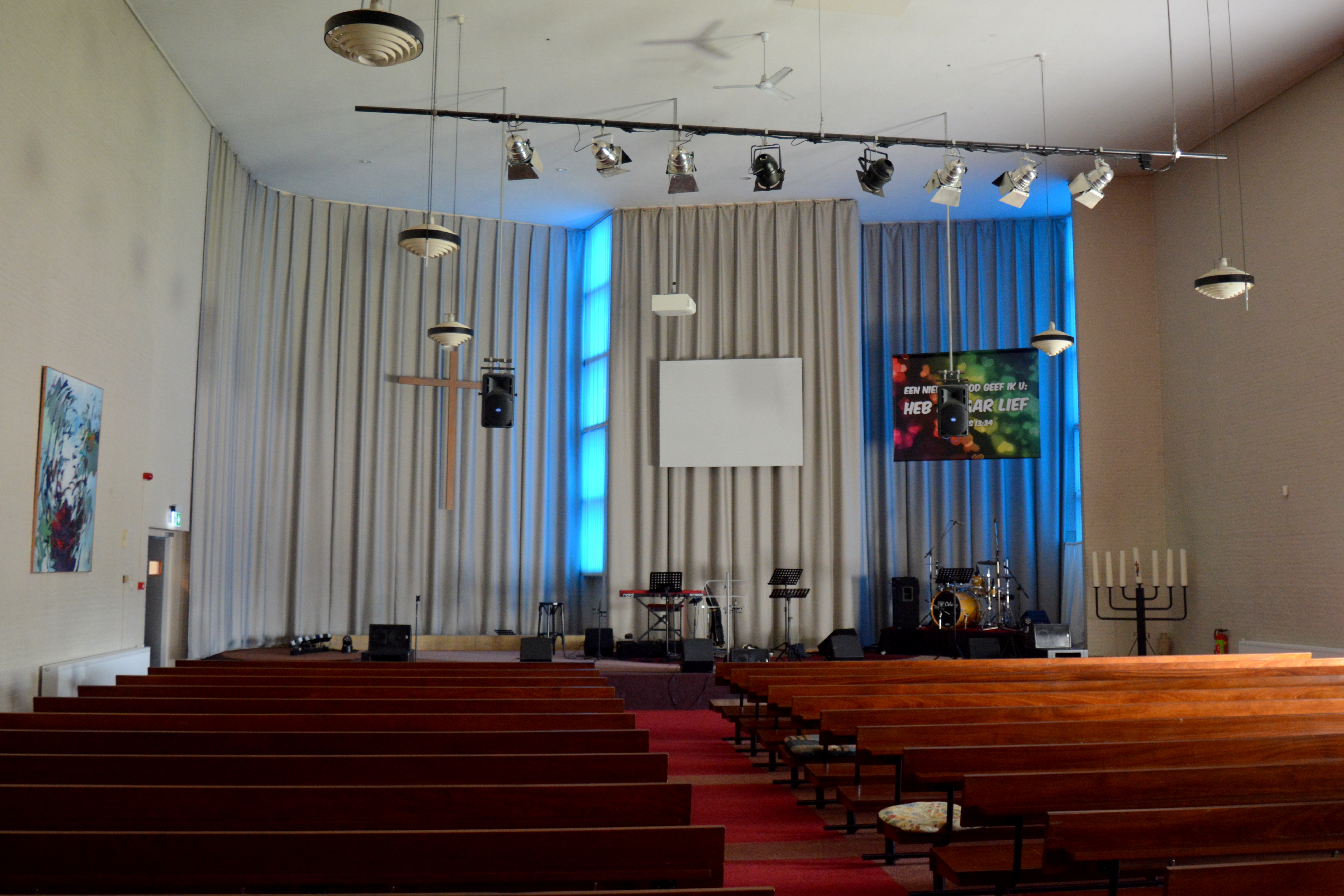
Interieur
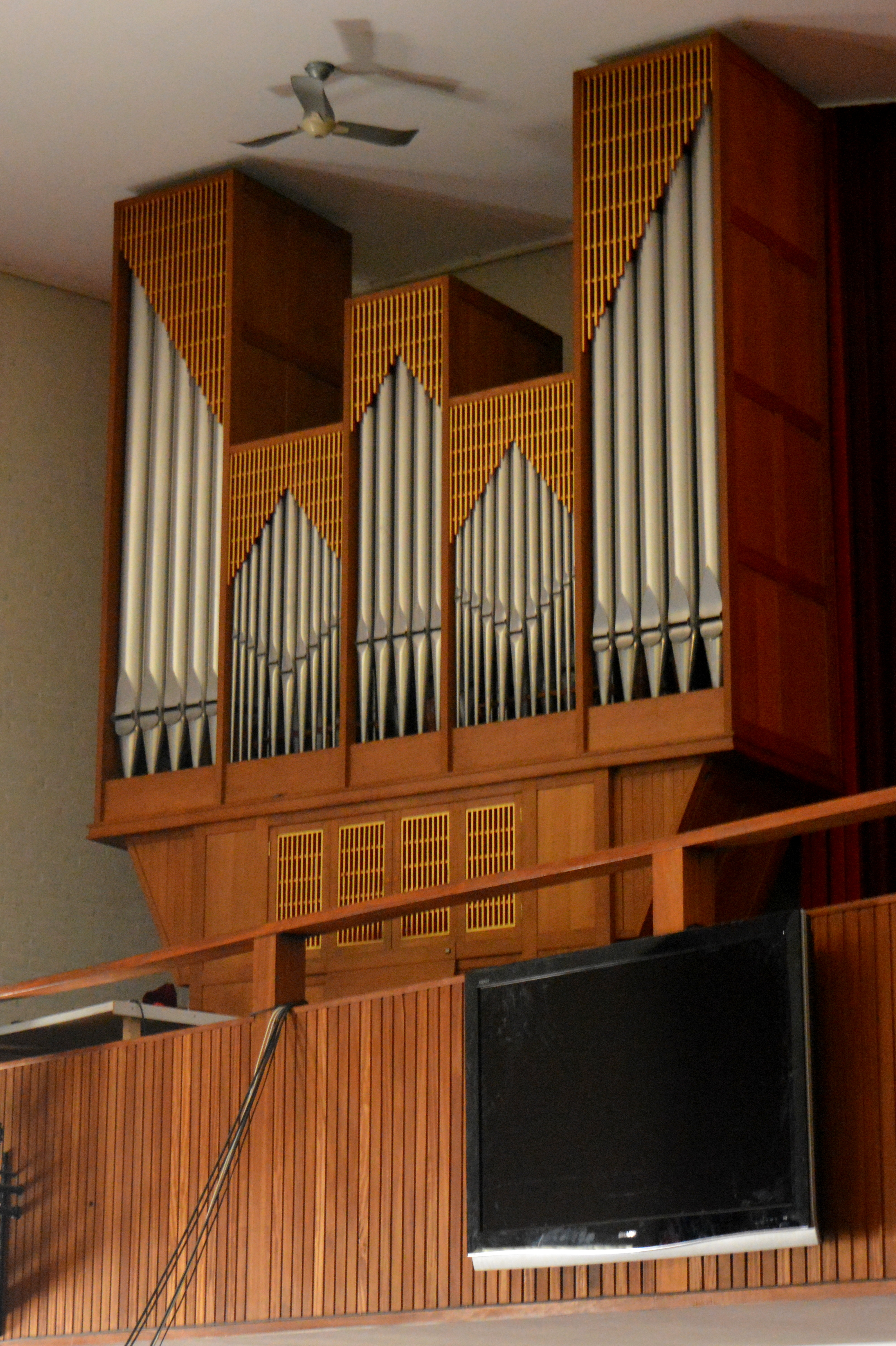
Orgel